# Syntrichia magilliana
Syntrichia magilliana là một loài rêu trong họ Pottiaceae. Loài này được L.E. Anderson mô tả khoa học đầu tiên năm 1997.